# Anton Fredrik von Cöllen
Anton Fredrik von Cöllen född Antoni von Köhlen omkring 1668 i Hamburg död i juni 1710 var en tysk-svensk dekorationsmålare. 
von Cöllen kom till Sverige 1698 på uppdrag av ryttmästare Axel Gyllenstierna på Svaneholm för att utföra måleriarbete. von Cöllens avsikt var att återvända till Tyskland när arbetet var färdigt, men av olika orsaker kvarstannade han i Sverige. Han var ledamot av målareämbetet i Stockholm sedan 1702.